# Oliver Bürgin
Oliver Bürgin (* 1. Januar 1973 in Zürich) ist ein Schweizer freischaffender Schauspieler.

## Leben
Bürgin wurde 1973 in Zürich geboren. Von 1997 bis 2001 besuchte er die Otto-Falckenberg-Schule in München und spielte bereits während des Studiums erste Rollen an den Münchner Kammerspielen.
Anschließend nahm er ein Engagement am Stadttheater Konstanz unter der Intendanz von Dagmar Schlingmann an, wo er sowohl in klassischen Rollen unter anderem in Shakespeares Hamlet und Hebbels Die Nibelungen als auch im Kindertheater zu sehen war.
2006 kehrte Bürgin nach München an die Schauburg unter der Leitung von George Podt zurück.
Seit 2009 ist er freischaffender Schauspieler. Er spielte in mehreren Kurzfilmen von Filmhochschülern sowie in Fernsehproduktionen in Deutschland und in der Schweiz. An der Seite von Andi Niessner übernahm er bei Björn oder die Hürden der Behörden (2001) die Co-Regie.
Seit Herbst 2014 nahm er an den Dreharbeiten der Romanverfilmung von Peter Stamms Agnes unter der Regie von Johannes Schmid teil, bei der er die Rolle des Jan spielt. Der Film kam am 2. Juni 2016 in die Kinos.

## Filmografie (Auswahl)
- 1998: Neue Freiheit – Keine Jobs
- 1999: Sabotage (Kurzfilm)
- 2001: P&M (Kurzfilm)
- 2001: Letzte Hilfe (Kurzfilm)
- 2005: September (Kurzfilm)
- 2006–2015: SOKO München (Fernsehserie, verschiedene Rollen, 4 Folgen)
- 2006: Shoppen
- 2007: ID-0 (Kurzfilm)
- 2008: Manipulation
- 2008: Tatort – Liebeswirren
- 2008: Happy Tobikomaki (Kurzfilm)
- 2008: Kein Tag wie der Andere
- 2009: Tatort – Wir sind die Guten
- 2009–2016: Die Rosenheim-Cops (Fernsehserie, verschiedene Rollen, 3 Folgen)
- 2010: Ruhm
- 2011: Wie es uns gefällt (Kurzfilm)
- 2012: Willkommen in Kölleda
- 2013:  Tatort – Geburtstagskind
- 2016: Polizeiruf 110: Wölfe
- 2016: Agnes
- 2016: In aller Freundschaft – Die jungen Ärzte (Fernsehserie, Folge Familie und andere Komplikationen)
- 2016: Schwarzach 23 und die Jagd nach dem Mordsfinger
- 2017: Der Bestatter (Fernsehserie)
- 2019: Die Rosenheim-Cops (Fernsehserie, als Dr. Frank Baumgartner, Folgen Ein Vater kommt selten allein und "Ein ganz heißer Tipp")
- 2019: Gipfelstürmer – Das Berginternat (Fernsehserie)
- 2019: Hubert ohne Staller (Fernsehserie, Folge Wasser des Lebens)
- 2020: Frühling – Keine Angst vorm Leben
- 2020: Die Rosenheim-Cops (Fernsehserie, als Dr. Frank Baumgartner, Folge Ihr erster Fall)
- 2022: In aller Freundschaft – Die jungen Ärzte (Fernsehserie, Folge Tabu)
- 2022: XY gelöst (True-Crime-Serie, als ein Ermittler, Folge "Der Fall Mirco S.")
- 2023: Hubert ohne Staller (Fernsehserie, Folge "Tod auf Rezept")
- 2024: Marie Brand und die lange Nase (Fernsehreihe)